# Felixlândia
Felixlândia là một đô thị thuộc bang Minas Gerais, Brasil. Đô thị này có diện tích 1553,352 km², dân số năm 2007 là 13618 người, mật độ 8,6 người/km².